# Bahnstrecke Choceň–Meziměstí
| Kursbuchstrecke (SŽ): | 020, 026                                                          |                                                               |                                                               |
| Streckenlänge: | 92,774 km                                                         |                                                               |                                                               |
| Spurweite: | 1435 mm (Normalspur)                                              |                                                               |                                                               |
| Streckenklasse: | Choceň–Týniště nad Orlicí: D4 Týniště nad Orlicí–Staatsgrenze: C4 |                                                               |                                                               |
| Stromsystem: | Choceň–Týniště nad Orlicí: 3 kV =                                 |                                                               |                                                               |
| Maximale Neigung: | 18,4 ‰                                                            |                                                               |                                                               |
| Streckengeschwindigkeit: | 90 km/h                                                           |                                                               |                                                               |
| |                                                                   |                                                               |                                                               |
| \| \| \| von Česká Třebová (vorm. Nördliche Staatsbahn) \| \| \| \| 0,000 \| Choceň früher Chotzen \| 295 m \| \| \| \| nach Praha Masarykovo nádraží und nach Litomyšl \| \| \| \| \| vlečka silo, stav.,dřev. \| \| \| \| 6,099 \| Újezd u Chocně früher Aujezd \| Újezd u Chocně früher Aujezd \| \| \| 7,516 \| Plchůvky früher Plchuwek H \| Plchůvky früher Plchuwek H \| \| \| 11,046 \| Čermná nad Orlicí früher Čerma a. d. Adler \| Čermná nad Orlicí früher Čerma a. d. Adler \| \| \| \| vlečka voj. \| \| \| \| \| von Heřmanův Městec (vorm. LB Chrudim–Holitz) \| \| \| \| 16,315 \| Borohrádek \| Borohrádek \| \| \| 19,124 \| Žďár nad Orlicí früher Albrechtitz-Ždár \| Žďár nad Orlicí früher Albrechtitz-Ždár \| \| \| \| von Międzylesie (vorm. ÖNWB) \| \| \| \| 23,643 \| Týniště nad Orlicí früher Tinischt \| Týniště nad Orlicí früher Tinischt \| \| \| \| nach Chlumec nad Cidlinou (vorm. ÖNWB) \| \| \| \| \| Międzylesie–Chlumec nad Cidlinou \| \| \| \| 27,800 \| Petrovice u Týniště nad Orlicí früher Groß Petrowitz \| Petrovice u Týniště nad Orlicí früher Groß Petrowitz \| \| \| \| Alba \| \| \| \| 31,605 \| Bolehošť früher Bolehoscht \| Bolehošť früher Bolehoscht \| \| \| 33,350 \| Ledce-Klášter Ledetz Kloster H \| Ledce-Klášter Ledetz Kloster H \| \| \| 34,804 \| Očelice früher Očelitz \| Očelice früher Očelitz \| \| \| \| von Dobruška (vorm. LB Opočno–Dobruschka) \| \| \| \| 39,118 \| Opočno pod Orlickými horami \| Opočno pod Orlickými horami \| \| \| 40,706 \| Pohoří früher Pohoř H \| Pohoří früher Pohoř H \| \| \| 43,051 \| Bohuslavice nad Metují zastávka früher Rohenitz H \| Bohuslavice nad Metují zastávka früher Rohenitz H \| \| \| 45,254 \| Bohuslavice nad Metují früher Bohuslawitz-Černčitz \| Bohuslavice nad Metují früher Bohuslawitz-Černčitz \| \| \| 46,247 \| Černčice früher Černčitz H \| Černčice früher Černčitz H \| \| \| \| Metuje \| \| \| \| 49,765 \| Nové Město nad Metují früher Neustadt a. d. Mettau \| Nové Město nad Metují früher Neustadt a. d. Mettau \| \| \| 51,769 \| Vrchoviny früher Wrchowin \| Vrchoviny früher Wrchowin \| \| \| 54,788 \| Václavice früher Wenzelsberg \| Václavice früher Wenzelsberg \| \| \| \| nach Starkoč (vorm. StEG) \| \| \| \| 57,010 \| Vysokov früher Wysokow \| Vysokov früher Wysokow \| \| \| \| von Česká Skalice (geplant) \| \| \| \| 58,392 \| Náchod zastávka \| Náchod zastávka \| \| \| 60,139 \| Náchod früher Nachod \| Náchod früher Nachod \| \| \| 61,505 \| Náchod-Běloves \| Náchod-Běloves \| \| \| 61,600 \| odb. Běloves \| odb. Běloves \| \| \| \| nach Kłodzko Nowe \| \| \| \| 62,022 \| Náchod-Běloves früher Bělowes H \| Náchod-Běloves früher Bělowes H \| \| \| 62,60 \| Babí \| Babí \| \| \| 63,766 \| Náchod-Malé Poříčí früher Klein Pořic \| Náchod-Malé Poříčí früher Klein Pořic \| \| \| 66,270 \| Velké Poříčí \| Velké Poříčí \| \| \| 67,375 \| Hronov früher Hronow \| Hronov früher Hronow \| \| \| \| Metuje \| \| \| \| 69,519 \| Hronov zastávka früher Žabokrk H \| Hronov zastávka früher Žabokrk H \| \| \| \| Metuje \| \| \| \| \| Metuje \| \| \| \| 72,893 \| Police nad Metují früher Politz \| Police nad Metují früher Politz \| \| \| \| Metuje \| \| \| \| 73,576 \| Petrovický (289 m) \| Petrovický (289 m) \| \| \| \| Metuje \| \| \| \| 75,720 \| Žďár nad Metují früher Marschau H \| Žďár nad Metují früher Marschau H \| \| \| \| Protektoratsgrenze (1938–1945) \| \| \| \| 78,311 \| Česká Metuje früher Matha-Mohren \| Česká Metuje früher Matha-Mohren \| \| \| 79,397 \| Dědov früher Sofienthal H \| Dědov früher Sofienthal H \| \| \| 82,422 \| Teplice nad Metují früher Wekelsdorf \| Teplice nad Metují früher Wekelsdorf \| \| \| \| nach Trutnov střed (vorm. LB Wekelsdorf–Parschnitz–Trautenau) \| \| \| \| 85,456 \| Bohdašín früher Bodisch \| Bohdašín früher Bodisch \| \| \| 87,500 \| Březová u Broumova früher Birkigt \| Březová u Broumova früher Birkigt \| \| \| \| Stěnava \| \| \| \| 90,168 \| odb. Náchodská \| odb. Náchodská \| \| \| \| Verbindungskurve nach Odb. Broumovská \| \| \| \| \| von Ścinawka Średnia (vorm. StEG) \| \| \| \| 90,836 \| Meziměstí früher Halbstadt \| Meziměstí früher Halbstadt \| \| \| 92,774 \| Staatsgrenze Tschechien–Polen \| Staatsgrenze Tschechien–Polen \| \| \| \| nach Wałbrzych Szczawienko (vorm. BSF) \| \| \| \| \| \| \| \| Frühere Namen Stand 1913. [1][2][3] \| \| \| \| |                                                                   |                                                               |                                                               |
| Strecke |                                                                   | von Česká Třebová (vorm. Nördliche Staatsbahn)                | von Česká Třebová (vorm. Nördliche Staatsbahn)                |
| Bahnhof | 0,000                                                             | Choceň früher Chotzen                                         | 295 m                                                         |
| Abzweig geradeaus und nach links |                                                                   | nach Praha Masarykovo nádraží und nach Litomyšl               | nach Praha Masarykovo nádraží und nach Litomyšl               |
| Abzweig geradeaus und von rechts |                                                                   | vlečka silo, stav.,dřev.                                      | vlečka silo, stav.,dřev.                                      |
| Bahnhof | 6,099                                                             | Újezd u Chocně früher Aujezd                                  | Újezd u Chocně früher Aujezd                                  |
| Haltepunkt / Haltestelle | 7,516                                                             | Plchůvky früher Plchuwek H                                    | Plchůvky früher Plchuwek H                                    |
| Bahnhof | 11,046                                                            | Čermná nad Orlicí früher Čerma a. d. Adler                    | Čermná nad Orlicí früher Čerma a. d. Adler                    |
| Abzweig geradeaus und nach links |                                                                   | vlečka voj.                                                   | vlečka voj.                                                   |
| Abzweig geradeaus und von links |                                                                   | von Heřmanův Městec (vorm. LB Chrudim–Holitz)                 | von Heřmanův Městec (vorm. LB Chrudim–Holitz)                 |
| Bahnhof | 16,315                                                            | Borohrádek                                                    | Borohrádek                                                    |
| Haltepunkt / Haltestelle | 19,124                                                            | Žďár nad Orlicí früher Albrechtitz-Ždár                       | Žďár nad Orlicí früher Albrechtitz-Ždár                       |
| Abzweig geradeaus und von rechts |                                                                   | von Międzylesie (vorm. ÖNWB)                                  | von Międzylesie (vorm. ÖNWB)                                  |
| Bahnhof | 23,643                                                            | Týniště nad Orlicí früher Tinischt                            | Týniště nad Orlicí früher Tinischt                            |
| Abzweig geradeaus und nach rechts |                                                                   | nach Chlumec nad Cidlinou (vorm. ÖNWB)                        | nach Chlumec nad Cidlinou (vorm. ÖNWB)                        |
| Kreuzung geradeaus oben |                                                                   | Międzylesie–Chlumec nad Cidlinou                              | Międzylesie–Chlumec nad Cidlinou                              |
| ehemaliger Haltepunkt / Haltestelle | 27,800                                                            | Petrovice u Týniště nad Orlicí früher Groß Petrowitz          | Petrovice u Týniště nad Orlicí früher Groß Petrowitz          |
| Brücke über Wasserlauf |                                                                   | Alba                                                          | Alba                                                          |
| Bahnhof | 31,605                                                            | Bolehošť früher Bolehoscht                                    | Bolehošť früher Bolehoscht                                    |
| ehemaliger Haltepunkt / Haltestelle | 33,350                                                            | Ledce-Klášter Ledetz Kloster H                                | Ledce-Klášter Ledetz Kloster H                                |
| Haltepunkt / Haltestelle | 34,804                                                            | Očelice früher Očelitz                                        | Očelice früher Očelitz                                        |
| Abzweig geradeaus und von rechts |                                                                   | von Dobruška (vorm. LB Opočno–Dobruschka)                     | von Dobruška (vorm. LB Opočno–Dobruschka)                     |
| Bahnhof | 39,118                                                            | Opočno pod Orlickými horami                                   | Opočno pod Orlickými horami                                   |
| Haltepunkt / Haltestelle | 40,706                                                            | Pohoří früher Pohoř H                                         | Pohoří früher Pohoř H                                         |
| Haltepunkt / Haltestelle | 43,051                                                            | Bohuslavice nad Metují zastávka früher Rohenitz H             | Bohuslavice nad Metují zastávka früher Rohenitz H             |
| Bahnhof | 45,254                                                            | Bohuslavice nad Metují früher Bohuslawitz-Černčitz            | Bohuslavice nad Metují früher Bohuslawitz-Černčitz            |
| Haltepunkt / Haltestelle | 46,247                                                            | Černčice früher Černčitz H                                    | Černčice früher Černčitz H                                    |
| Brücke über Wasserlauf |                                                                   | Metuje                                                        | Metuje                                                        |
| Bahnhof | 49,765                                                            | Nové Město nad Metují früher Neustadt a. d. Mettau            | Nové Město nad Metují früher Neustadt a. d. Mettau            |
| Haltepunkt / Haltestelle | 51,769                                                            | Vrchoviny früher Wrchowin                                     | Vrchoviny früher Wrchowin                                     |
| Bahnhof | 54,788                                                            | Václavice früher Wenzelsberg                                  | Václavice früher Wenzelsberg                                  |
| Abzweig geradeaus und nach links |                                                                   | nach Starkoč (vorm. StEG)                                     | nach Starkoč (vorm. StEG)                                     |
| ehemaliger Haltepunkt / Haltestelle | 57,010                                                            | Vysokov früher Wysokow                                        | Vysokov früher Wysokow                                        |
| Abzweig geradeaus und ehemals von links |                                                                   | von Česká Skalice (geplant)                                   | von Česká Skalice (geplant)                                   |
| Haltepunkt / Haltestelle | 58,392                                                            | Náchod zastávka                                               | Náchod zastávka                                               |
| Bahnhof | 60,139                                                            | Náchod früher Nachod                                          | Náchod früher Nachod                                          |
| Haltepunkt / Haltestelle | 61,505                                                            | Náchod-Běloves                                                | Náchod-Běloves                                                |
| ehemalige Blockstelle | 61,600                                                            | odb. Běloves                                                  | odb. Běloves                                                  |
| Abzweig geradeaus und ehemals nach rechts |                                                                   | nach Kłodzko Nowe                                             | nach Kłodzko Nowe                                             |
| ehemaliger Haltepunkt / Haltestelle | 62,022                                                            | Náchod-Běloves früher Bělowes H                               | Náchod-Běloves früher Bělowes H                               |
| ehemaliger Haltepunkt / Haltestelle | 62,60                                                             | Babí                                                          | Babí                                                          |
| Haltepunkt / Haltestelle | 63,766                                                            | Náchod-Malé Poříčí früher Klein Pořic                         | Náchod-Malé Poříčí früher Klein Pořic                         |
| Haltepunkt / Haltestelle | 66,270                                                            | Velké Poříčí                                                  | Velké Poříčí                                                  |
| Bahnhof | 67,375                                                            | Hronov früher Hronow                                          | Hronov früher Hronow                                          |
| Brücke über Wasserlauf |                                                                   | Metuje                                                        | Metuje                                                        |
| Haltepunkt / Haltestelle | 69,519                                                            | Hronov zastávka früher Žabokrk H                              | Hronov zastávka früher Žabokrk H                              |
| Brücke über Wasserlauf |                                                                   | Metuje                                                        | Metuje                                                        |
| Brücke über Wasserlauf |                                                                   | Metuje                                                        | Metuje                                                        |
| Bahnhof | 72,893                                                            | Police nad Metují früher Politz                               | Police nad Metují früher Politz                               |
| Brücke über Wasserlauf |                                                                   | Metuje                                                        | Metuje                                                        |
| Tunnel | 73,576                                                            | Petrovický (289 m)                                            | Petrovický (289 m)                                            |
| Brücke über Wasserlauf |                                                                   | Metuje                                                        | Metuje                                                        |
| Haltepunkt / Haltestelle | 75,720                                                            | Žďár nad Metují früher Marschau H                             | Žďár nad Metují früher Marschau H                             |
| Grenze |                                                                   | Protektoratsgrenze (1938–1945)                                | Protektoratsgrenze (1938–1945)                                |
| Haltepunkt / Haltestelle | 78,311                                                            | Česká Metuje früher Matha-Mohren                              | Česká Metuje früher Matha-Mohren                              |
| Haltepunkt / Haltestelle | 79,397                                                            | Dědov früher Sofienthal H                                     | Dědov früher Sofienthal H                                     |
| Bahnhof | 82,422                                                            | Teplice nad Metují früher Wekelsdorf                          | Teplice nad Metují früher Wekelsdorf                          |
| Abzweig geradeaus und nach links |                                                                   | nach Trutnov střed (vorm. LB Wekelsdorf–Parschnitz–Trautenau) | nach Trutnov střed (vorm. LB Wekelsdorf–Parschnitz–Trautenau) |
| Haltepunkt / Haltestelle | 85,456                                                            | Bohdašín früher Bodisch                                       | Bohdašín früher Bodisch                                       |
| Haltepunkt / Haltestelle | 87,500                                                            | Březová u Broumova früher Birkigt                             | Březová u Broumova früher Birkigt                             |
| Brücke über Wasserlauf |                                                                   | Stěnava                                                       | Stěnava                                                       |
| Blockstelle | 90,168                                                            | odb. Náchodská                                                | odb. Náchodská                                                |
| Abzweig geradeaus und nach rechts |                                                                   | Verbindungskurve nach Odb. Broumovská                         | Verbindungskurve nach Odb. Broumovská                         |
| Abzweig geradeaus und von rechts |                                                                   | von Ścinawka Średnia (vorm. StEG)                             | von Ścinawka Średnia (vorm. StEG)                             |
| Bahnhof | 90,836                                                            | Meziměstí früher Halbstadt                                    | Meziměstí früher Halbstadt                                    |
| Grenze | 92,774                                                            | Staatsgrenze Tschechien–Polen                                 | Staatsgrenze Tschechien–Polen                                 |
| Strecke |                                                                   | nach Wałbrzych Szczawienko (vorm. BSF)                        | nach Wałbrzych Szczawienko (vorm. BSF)                        |
| |                                                                   |                                                               |                                                               |
| Frühere Namen Stand 1913. |                                                                   |                                                               |                                                               |

Die Bahnstrecke Choceň–Meziměstí ist eine Eisenbahnverbindung in Tschechien, die ursprünglich durch die privilegierte österreichisch-ungarische Staatseisenbahn-Gesellschaft (StEG) erbaut und betrieben wurde. Sie zweigt in Choceň (Chotzen) von der Bahnstrecke Česká Třebová–Praha ab und führt über Týniště nad Orlicí und Náchod nach Meziměstí (Halbstadt), wo sie in die Bahnstrecke Wałbrzych–Meziměstí einmündet.
Im Eisenbahnnetz der Tschechischen Republik ist die Strecke als gesamtstaatliche Bahn („celostátní dráha“) klassifiziert.

## Geschichte
Am 14. September 1872 erhielt die k.k priv. österreichische Staatseisenbahn-Gesellschaft „das Recht zum Baue und Betriebe einer Locomotiveisenbahn von Chotzen nach Neusorge mit Anschlüssen einerseits über Braunau nach Neurode, andererseits gegen Waldenburg mit einer Zweigbahn von der Strecke Nachod–Neustadt an einen geeigneten Punct der südnorddeutschen Verbindungsbahn“ erteilt. Teil dieser Konzession war die Verpflichtung, ein zweites Gleis vorzusehen, „wenn der jährliche Rohertrag zweier aufeinanderfolgender Jahre die Summe von 180.000 fl. österreichischer Währung überschreitet“. So mussten die Tunnel und Brücken beim Bau ein zweigleisiges Profil bekommen, während auf die Herstellung eines zweiten Gleisplanums vorerst verzichtet werden durfte. Die Kreuzungsgleise in den Bahnhöfen erhielten eine Nutzlänge von 330 Metern. Damit konnten Züge mit bis zu 70 Wagen verkehren. Am 15. Juli 1875 wurde die Strecke eröffnet.

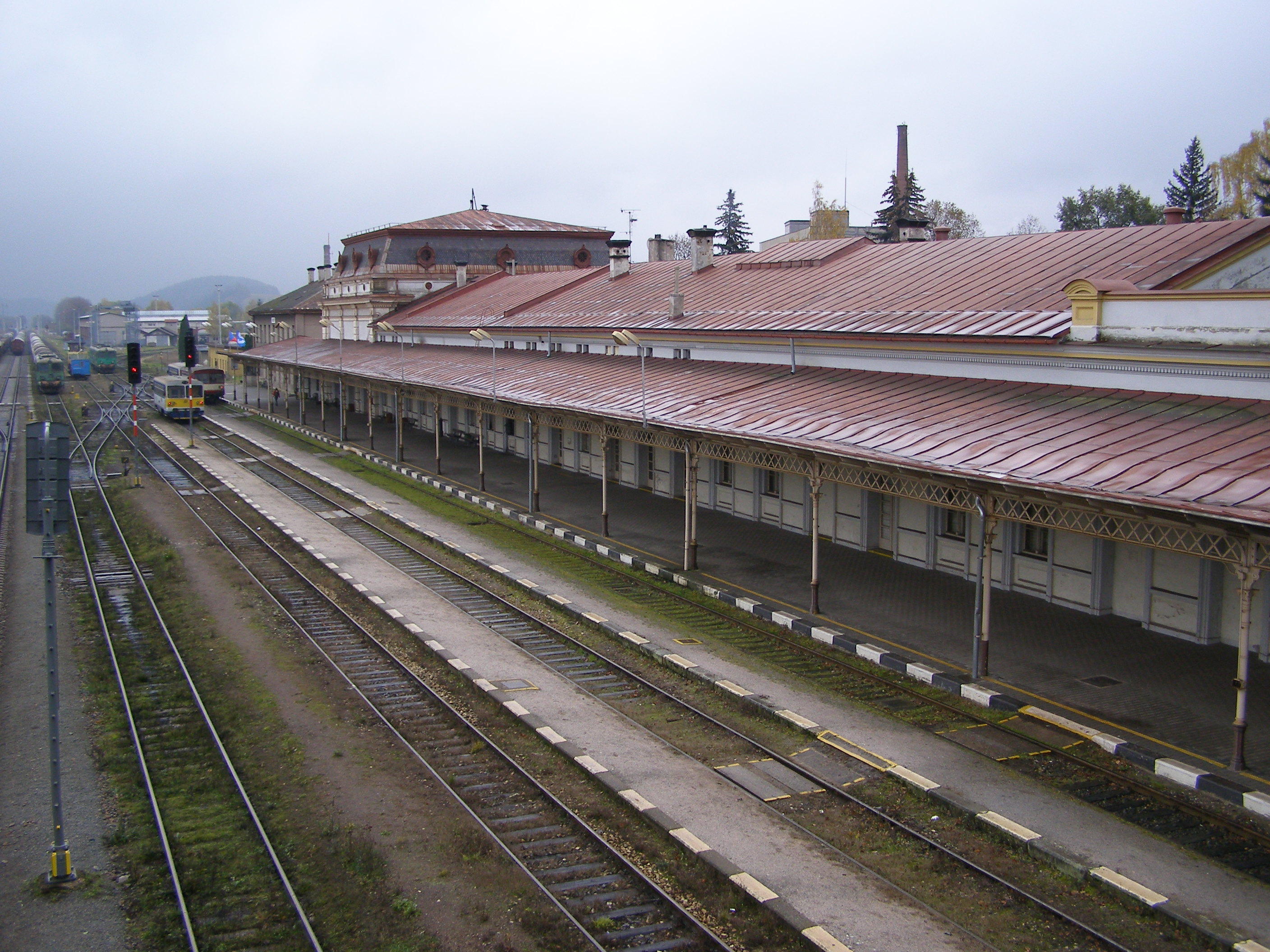
Grenzbahnhof Meziměstí (2007)

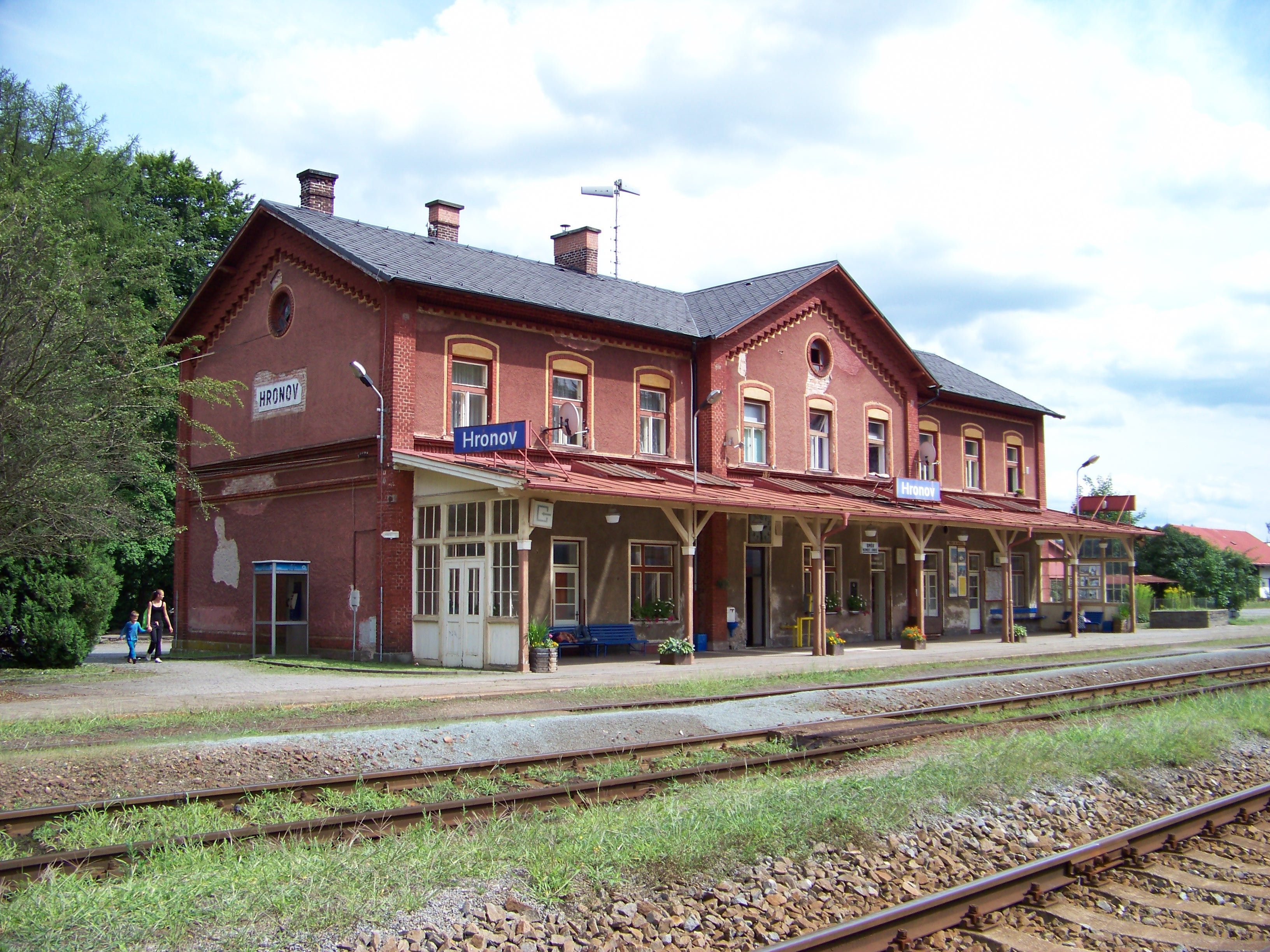
Bahnhof Hronov (2014)

Am 15. Mai 1877 wurde auch die grenzüberschreitende Strecke nach Waldenburg in Betrieb genommen.
Nach der Verstaatlichung der StEG am 1. Januar 1908 ging die Strecke an die k.k. Staatsbahnen (kkStB) über.
Im Jahr 1912 wies der Fahrplan vier Personenzugpaare 2. und 3. Klasse von Chotzen über Halbstadt nach Mittelsteine aus. Drei der vier Züge waren beschleunigte Personenzüge, die nicht auf allen Stationen hielten. Die beschleunigten Züge benötigten etwa 2,5 Stunden von Chotzen bis Halbstadt. In Halbstadt hatten die meisten Züge einen Anschluss von und nach Breslau Freiburger Bf.
Ab dem Jahr 1909 plante Preußen den Aufbau eines Netzes elektrisch betriebener Eisenbahnstrecken in Niederschlesien. Als erste Strecke ging am 1. Juni 1914 die Verbindung Fellhammer–Halbstadt in Betrieb. Als Endpunkt der elektrifizierten Strecke wurde auch der böhmische Bahnhof Halbstadt mit Oberleitungen überspannt.
Nach dem Ersten Weltkrieg gehörte die Strecke zum Netz der neu gegründeten Tschechoslowakischen Staatsbahnen (ČSD).
Nach der Angliederung des Sudetenlandes an Deutschland im Herbst 1938 kam die Strecke zwischen Matha-Mohren (Česká Metuje) und Halbstadt zur Deutschen Reichsbahn, Reichsbahndirektion Breslau. Als Grenzbahnhof mit Pass- und Zollkontrolle wurde Wekelsdorf bestimmt. Im Reichskursbuch war die Verbindung nun als KBS 155e Mittelsteine–Halbstadt–Wekelsdorf–Matha-Mohren enthalten. Nach dem Ende des Zweiten Weltkriegs kam die Strecke wieder vollständig zu den ČSD.
Anfang der 1960er Jahre wurde die Teilstrecke Choceň–Týniště nad Orlicí als Teil der Verbindung von Česká Třebová nach Hradec Králové mit 3 kV Gleichspannung elektrifiziert. Der elektrische Eisenbahnbetrieb wurde dort am 15. Dezember 1965 aufgenommen.
Am 1. Jänner 1993 ging die Strecke im Zuge der Dismembration der Tschechoslowakei an die neu gegründeten České dráhy (ČD) über. Seit 2003 gehört sie zum Netz des staatlichen Infrastrukturbetreibers Správa železniční dopravní cesty (SŽDC), heute: Správa železnic.

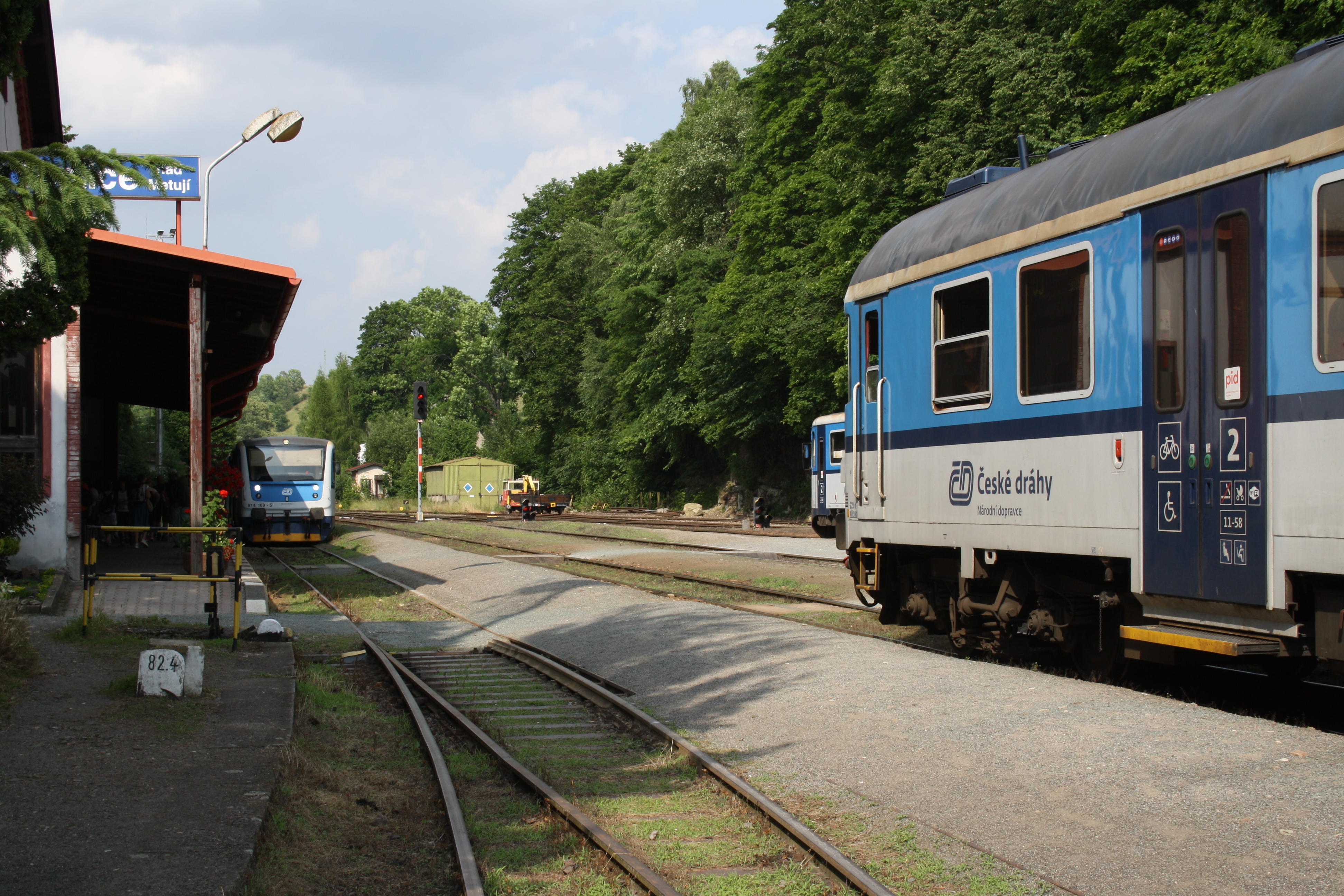
Bahnhof Teplice nad Metují (2023)

Am 29. April 2018 wurde über die Strecke der grenzüberschreitende Reiseverkehr von und nach Polen wieder aufgenommen. An Wochenenden und Feiertagen verkehren zwei direkte Zugpaare von Wrocław bzw. Wałbrzych bis zum touristischen Zentrum Adršpach.
Mittelfristig ist ein umfassender Ausbau der Strecke zwischen Náchod und Meziměstí für den schnellen Reiseverkehr vorgesehen. Teil des Projektes ist auch ein Ersatz der abzweigenden Bahnstrecke Václavice–Starkoč durch einen Tunnel zwischen Česká Skalice und Náchod, der direkte Zugverbindungen ohne Fahrtrichtungswechsel zwischen Hradec Králové und Náchod ermöglichen wird. Im Endausbau soll die Strecke den gesamten grenzüberschreitenden, schnellen Fernreiseverkehr von Prag nach Breslau aufnehmen. Kurzfristig soll die Station Česká Metuje wieder ein Kreuzungsgleis erhalten.